# Лажа и паралажа
Лажа и паралажа је комедија Јована Стерије Поповића из 1830. 
Радња се одвија у провинцији на територији данашње АП Војводине у 19. веку. У тај амбијент стижу преваранти; лажа Алекса у пратњи паралаже Мите. 
Главни ликови у комедији су:
- Марко Вујић
- Јелица Вујић, Маркова кћи
- Батић
- Алекса (лажа)
- Мита (паралажа)
- Марија